# Cofradía del Santísimo Cristo del Rescate y Nuestra Señora de los Dolores
La Cofradía del Santísimo Cristo del Rescate y Nuestra Señora de los Dolores es una cofradía de culto católico que tiene su sede canónica en la Parroquia Matriz de Nuestra Señora de la Concepción de la ciudad de San Cristóbal de La Laguna, en la isla de Tenerife, en la comunidad autónoma de Canarias (España).

## Historia
La cofradía fue fundada el 25 de abril de 1979, por un grupo de miembros de la Cofradía del Lignum Crucis. Si bien, sus orígenes se remontan a una primitiva cofradía en 1672 que fue aprobada por el Papa Paulo V en su Bula expedida en Roma en 1673.
El obispo de Tenerife Luis Franco Cascón aprobó sus estatutos en marzo de 1980, año en que realiza su primera salida procesional. La Cofradía del Santísimo Cristo del Rescate y Nuestra Señora de los Dolores fue la primera en la ciudad en elegir a una mujer como hermana mayor. Esto fue en 1991.

## Titulares
- Santísimo Cristo del Rescate: Se trata de una de las imágenes más antiguas de la ciudad de La Laguna. El Cristo fue adquirido en 1558 teniendo a lo largo del tiempo diversas advocaciones como Cristo de la Antigua, del Buen Viaje y la Buena Muerte. Antiguamente salía en procesión el Miércoles de Ceniza.

- Nuestra Señora de los Dolores: Obra del escultor grancanario José Luján Pérez, quién la apodaba "La Predilecta" debido a que era su dolorosa preferida. La talla fue cedida a la Iglesia de la Concepción en 1803 por el portugués Felipe Carvalho Almeida. Desde entonces, la efigie ha presidido los cultos que la Hermandad del Santísimo Sacramento celebraba cada Viernes de Dolores.

## Salidas Procesionales
- Domingo de Pasión: A las 11:00 horas, procesión del Santísimo Cristo del Rescate acompañado por la imagen de Nuestra Señora de los Dolores.[2]

- Viernes de Dolores: A las 18:30 horas, procesión de Nuestra Señora de los Dolores.[2]

- Martes Santo: A las 18:30 horas, procesión del paso de las Lágrimas de San Pedro y Nuestra Señora de los Dolores.[2]

- Viernes Santo: A las 17:00 horas, Procesión Magna.[2]